# Intel Quick Sync Video
Intel Quick Sync Video（インテル クイックシンクビデオ、QSV）とはIntelによって開発されたハードウェアによるビデオエンコード・デコード技術の名称である。2011年1月6日にリリースされたSandy Bridgeにて初めて搭載され、以降の製品で採用されている。"Quick Sync"の名前はDVDやBlu-ray Disc等のビデオをスマートフォン等に最適な形式に高速に変換できることに由来する。
この作業は、様々な動画フォーマットで収録された様々な素材を扱うために共通のフォーマット (多くの場合H.264) に落とし込まねばならないプロの動画制作の場において、極めて重要になっている。
QSVはCPUやGPGPUを利用したエンコーダとは異なりCPUのダイに専用の回路を持ち、低消費電力で高速な処理ができる。

## 利用可能なCPU
Haswell世代の場合、CeleronブランドのCPUでも利用可能。Haswell世代以前の場合、Core i3, i5, i7でのみ利用可能である。

## パフォーマンス
QSVはパフォーマンスが優れている事が報告されている。
Everything about the data compression の「MPEG-4 AVC/H.264 動画コーデック 第8回年間比較」(2012年) によれば、Intel Core i7 3770 (Ivy Bridge) でのテストにおいて、Quick Syncは速度、圧縮率、品質 (en:SSIMによる測定) の面でx264 superfast プリセットに匹敵するパフォーマンスを見せたという。
ただし、x264は推奨設定を用いてより長い時間をかけることで性能を顕著に向上させることができるが、Quick Syncは低速度設定を行うことができない。
またen:Tom's Hardwareの2011年のテストでは、Quick Syncは449MBの4分間の1080pの動画を1024x768の解像度に変換するのにわずか22秒しか要しなかった。同じエンコードをソフトウェアのみで行った場合、172秒を要した（ただしどのソフトウェアエンコーダがどの設定で用いられたかは説明されていない）。同じエンコードを当時の最高スペックであったGPUの補助を用いて行っても、GeForce GTX 570で83秒、Radeon HD 6870で86秒を要した。
en:AnandTechによる2012年の評価では、Ivy BridgeでのQuick Syncは、1080p以下の解像度の場合、GTX 680におけるNVENCエンコーダによるエンコードと同等の画質のエンコードを、より顕著に高いパフォーマンスで行うことができたという。

## バージョン
QSVは2010年9月13日に発表され、Clarkdaleプラットフォームから実装が行われた。また、QSVの一部機能はIntel Clear Videoの名前で5年前にリリースされたCantigaチップセットから一部機能が実装が開始されていた 。
バージョン1 (Sandy Bridge)
Sandy Bridge世代のCPUに搭載されたバージョン。一方で同世代のPentium、及び、Celeronには搭載されなかった。H.262/MPEG-2 Part 2 、VC-1のデコード、H.264/MPEG-4 AVCのエンコード、及び、デコードがサポートされた。
バージョン2 (Ivy Bridge)
Ivy Bridge世代のCPUに搭載されたバージョン。Quick Syncの実装が新しい世代に更新されている。また、JPEGのデコードがサポートが追加された。
バージョン3 (Haswell)
Haswell世代のCPUに搭載されたバージョン。Ivy Bridgeと比べて同程度の時間でより高品質なエンコードを目標に設計された。最高品質（TU1）設定でのエンコードではIvy Bridgeと同程度の速度でより高品質に、最高速度（TU7）設定でのエンコードではIvy Bridgeに比べてより高速でより高品質な結果となる。また、Ivy Bridgeと比べて消費電力が削減された。
バージョン4 (Broadwell)
Broadwell世代のCPUに搭載されたバージョン。GT3のGPUでは、独立した2つのビットストリームデコーダーが搭載され、エンコードを実行中であってもハードウェアによる再生支援ができるようになった。VP8のデコードに対するサポートが追加された。
バージョン5 (Skylake)
Skylake世代のCPUに搭載されたバージョン。H.265/HEVC 8bitメインプロファイルのエンコード・デコード、及び、H.265/HEVC 10/10-bitメインプロファイル、VP9のデコードのサポートが追加された。また、JPEGデコードの対応サイズが16,000px×16,000pxに拡張された。
バージョン6 (Kaby Lake, Coffee Lake, Gemini Lake)
Kaby Lake世代のCPUに搭載されたバージョン。H.265/HEVC 10/10-bitメインプロファイル、VP9のエンコード、及び、VP9 10bitのデコードのサポートが追加された。
バージョン7 (Ice Lake)
VP9 4:4:4デコード、VP9エンコード (最大10ビット、4:4:4)、HEVC 4:2:2, 4:4:4 エンコード・デコードのサポートが追加された。HDR10 Tone Mapping 、Open Source Media Shaders 、HEVCハードウェアエンコードの品質も向上している 。
バージョン8 (Tiger Lake, Rocket Lake, Alder Lake, Raptor Lake)
VP9 12ビット、12ビット 4:4:4 ハードウェアデコード、HEVC 12ビット 4:2:0, 4:2:2, 4:4:4 ハードウェアデコードのサポートが追加された 。第12世代プロセッサ（Alder Lake以降）およびIntel Xe (DG1/SG1) では、10ビット 4:2:0 16K 静止画と8ビット 4:2:0 4K, 2K 動画を含むネイティブAV1デコードもサポートされる。

## OSによるサポート
QSVを使用するにはハードウェアのサポートの他にデバイスドライバによるサポートが必要となる。デバイスドライバは複数のAPIを提供しており、ビデオのデコードにはVDPAU、VA API、DirectX Video Acceleration、ビデオエンコードにはOpenMAX IL、VA API等が存在する。アプリケーションとしてはVLC media player、GStreamer等がQSVを利用している。

### Linux
Linuxでは、2013年11月現在Intel Media SDKを通じて、Wowza Streaming Engine （旧称：Wowza Media Server）)にてサポートされている。VA APIで、デコード及びサポートの両方がサポートされている。

### Microsoft Windows
Windows 7以降ではWindows Media Foundation(WMF)及びDirectShow/DirectXを通じて多くのアプリケーションがQSVをサポートしている。また、Windows VistaについてはQAVのバックポートが行われ使用が可能である。

### macOS
macOSではOS X Mountain Lion以降でAirPlay Mirroring、FaceTime、QuickTime X、iMovie 10、Final Cut Pro Xにてサポートしている。サードパーティーのアプリケーションではMacX Video Converter Pro、ScreenFlowがサポートしている。

## ハードウェアエンコード・デコード
Quick Syncによるハードウェアアクセラレーションは現在、H.264, MPEG-2, VC-1動画のエンコード及びデコードに利用可能である。Microsoft Windowsでこの技術を利用するための最も一般的な方法は、フリーソフトであるffdshowフィルタを使うものだが、他にもVLC media player (2.1.0 Rincewind以降) などのフリーソフトもQuick Syncをサポートしている。また、CyberLink PowerDVD, CyberLink PowerDirector, MacroMotion Bogard "Gold" Editionなどの有償のソフトウェアも、この技術を利用している。
上述のffdshowは、Libavcodecの2倍の速度でありつつ、CPUの動作周波数をなるべく低く抑えて、モバイル端末でのバッテリー寿命を最大化するべく消費電力を抑えているという。
Quick Syncに最適化されたハードウェア支援によるメディアエンコード技術は広く利用可能である。エンコード時にQuick Syncをサポートするソフトウェアの例として、Badaboom Media Converter, CyberLink MediaShow, CyberLink MediaEspresso, ArcSoft MediaConverter, MAGIX Video Pro X, Pinnacle Studio (バージョン18以降), Roxio Toast, Roxio Creator, XSplit Broadcaster, XSplit Gamecaster (ここまで有償ソフト)、HandBrake (Windowsビルドのみ)などのプロジェクト、Open Broadcaster Softwareなどが挙げられる。
各世代のIntel CPUと、GPUを使用しないen:Fixed-functionによるエンコード、デコードのサポートの対応状況は、次の通り:
|             | Cantiga      | Clarkdale / Arrandale | Sandy Bridge | Ivy Bridge / Haswell | Broadwell    | Braswell / Cherry Trail | Skylake      | Apollo Lake       | Kaby Lake / Coffee Lake / Comet Lake | Gemini Lake    | Ice Lake / Jasper Lake | Tiger Lake                   | Rocket Lake / Alder Lake / Raptor Lake |
| ----------- | ------------ | --------------------- | ------------ | -------------------- | ------------ | ----------------------- | ------------ | ----------------- | ------------------------------------ | -------------- | ---------------------- | ---------------------------- | -------------------------------------- |
| MPEG-2      | デコードのみ | デコードのみ          | デコードのみ | 対応                 | 対応         | 対応                    | 対応         | 対応              | 対応                                 | 対応           | 対応                   | 対応                         | 対応                                   |
| AVC         | 非対応       | デコードのみ          | 対応         | 対応                 | 対応         | 対応 (L5.2/L5.1)        | 対応 (L5.1)  | 対応 (L5.2)       | 対応 (L5.1)                          | 対応 (L5.2)    | 対応 (L5.2/L5.1)       | 対応                         | 対応                                   |
| VC-1        | 非対応       | デコードのみ          | デコードのみ | デコードのみ         | デコードのみ | デコードのみ            | デコードのみ | デコードのみ      | デコードのみ                         | デコードのみ   | デコードのみ           | デコードのみ                 | デコードのみ                           |
| JPEG        | 非対応       | 非対応                | 非対応       | デコードのみ         | デコードのみ | 対応                    | 対応         | 対応              | 対応                                 | 対応           | 対応                   | 対応                         | 対応                                   |
| VP8         | 非対応       | 非対応                | 非対応       | 非対応               | デコードのみ | 対応                    | 対応         | 対応              | 対応                                 | 対応           | 対応                   | デコードのみ                 | 非対応                                 |
| HEVC        | 非対応       | 非対応                | 非対応       | 非対応               | 非対応       | デコードのみ (L5)       | 対応 (L5.1)  | 対応 (L5.1/L5)    | 対応 (L5.1)                          | 対応 (L5.1/L5) | 対応 (L5.1)            | 対応                         | 対応                                   |
| HEVC 10-bit | 非対応       | 非対応                | 非対応       | 非対応               | 非対応       | 非対応                  | 非対応       | デコードのみ (8K) | 対応                                 | 対応           | 対応                   | 対応                         | 対応                                   |
| HEVC 12-bit | 非対応       | 非対応                | 非対応       | 非対応               | 非対応       | 非対応                  | 非対応       | 非対応            | 非対応                               | 非対応         | 非対応                 | 対応 (エンコードは4:2:0のみ) | 対応 (エンコードは4:2:0のみ)           |
| VP9         | 非対応       | 非対応                | 非対応       | 非対応               | 非対応       | 非対応                  | 非対応       | デコードのみ (4K) | 部分的 (Encoding on Linux only)      | 対応           | 対応                   | 対応                         | 対応                                   |
| VP9 10-bit  | 非対応       | 非対応                | 非対応       | 非対応               | 非対応       | 非対応                  | 非対応       | 非対応            | デコードのみ                         | デコードのみ   | 対応                   | 対応                         | 対応                                   |
| VP9 12-bit  | 非対応       | 非対応                | 非対応       | 非対応               | 非対応       | 非対応                  | 非対応       | 非対応            | 非対応                               | 非対応         | 非対応                 | デコードのみ                 | デコードのみ                           |
| AV1         | 非対応       | 非対応                | 非対応       | 非対応               | 非対応       | 非対応                  | 非対応       | 非対応            | 非対応                               | 非対応         | 非対応                 | デコードのみ                 | デコードのみ                           |
| AV1 10-bit  | 非対応       | 非対応                | 非対応       | 非対応               | 非対応       | 非対応                  | 非対応       | 非対応            | 非対応                               | 非対応         | 非対応                 | デコードのみ                 | デコードのみ                           |
| AV1 12-bit  | 非対応       | 非対応                | 非対応       | 非対応               | 非対応       | 非対応                  | 非対応       | 非対応            | 非対応                               | 非対応         | 非対応                 | 非対応                       | 非対応                                 |
| EVC         | 非対応       | 非対応                | 非対応       | 非対応               | 非対応       | 非対応                  | 非対応       | 非対応            | 非対応                               | 非対応         | 非対応                 | 非対応                       | 非対応                                 |
| VVC         | 非対応       | 非対応                | 非対応       | 非対応               | 非対応       | 非対応                  | 非対応       | 非対応            | 非対応                               | 非対応         | 非対応                 | 非対応                       | 非対応                                 |